# SVT Play
SVT Play est le nom du service de vidéo à la demande lancé par la chaîne de télévision suédoise Sveriges Television le 14 décembre 2006.
SVT affirme que le service offre plus de 2 000 heures de télévision. La plupart des programmes produits pour ou par SVT sont publiés sur SVT Play après leur diffusion et sont ensuite disponibles pendant 30 jours. À l'été 2008, la série allemande  KDD  est devenue la première acquisition étrangère disponible sur SVT Play, 12 juin 2008.
SVT a également lancé des chaînes dédiées à différents publics sous le nom « Play ». La première chaîne de ce type était Play Bolibompa qui a été lancée fin 2007. Elle a été suivie par le service d'information Play Rapport qui a été lancée en mai 2008.
Le 22 septembre 2008, SVT a lancé un service appelé "Play Prima" qui fournit des séries dramatiques de SVT en haute résolution (avec un débit pouvant atteindre 2,4 mégabits par seconde).
Depuis juin 2010, SVT Play utilise le streaming avec débit adaptatif (entre 320 et 2400 kilobits par seconde) et "Play Prima" a été interrompu.

## Disponibilité
Le service est accessible via la plupart des navigateurs Web, une application est disponible sur smartphone et sur certaines plates-formes de télévision haut de gamme telles que Apple TV ou Android.
Cependant, la lecture de la plupart des contenus est limité à la Suède. Les diffusions en direct des chaînes de SVT sur SVT Play ne sont également disponibles qu'en Suède, mais SVT Play a des flux en direct dédiés de certains programmes individuels qui peuvent être consultables en dehors de la Suède.